# Chen Yi (nadadora)
Chen Yi (nacida el 10 de febrero de 2001) es una nadadora paralímpica china.

## Carrera
Ganó una medalla de oro en el evento mixto 4x50 metros estilo libre relevo-20 puntos en los Juegos Paralímpicos de Verano 2016, donde participó en las eliminatorias (con un tiempo de 28.91) pero no en la carrera final, la cual el equipo ganó con tiempo de 2 : 18.03. También ganó una medalla de plata en el evento de 100 metros estilo mariposa femenino S10 con un registro de 1: 06.92 una medalla de bronce en el evento 50 m estilo libre femenino S10 con tiempo de 28.21 y otra medalla de bronce en el relevo estilo libre femenino 4 × 100 m - Evento de 34 puntos con un tiempo personal de 1: 02.16 y un registro total de equipo de 4: 24.22.